# Max Harwood
Max Harwood (* 1998 oder 1999) ist ein britischer Schauspieler. Internationale Bekanntheit erlangte er durch sein Filmdebüt in Everybody’s Talking About Jamie (2021).

## Leben
Max Harwood wuchs in der südenglischen Stadt Basingstoke auf und wollte bereits in jungen Jahren den Beruf des Schauspielers und Entertainers ergreifen. Er begann ein Musicaltheater-Studium an der Londoner Urdang Academy und erschien in einer Aufführung des Musicals Frühlings Erwachen am Stockwell Playhouse.
Erste Bekanntheit im Vereinigten Königreich erlangte Harwood noch als Schauspielstudent im Jahr 2019, als er für die Titelrolle in dem Musicalfilm Everybody’s Talking About Jamie verpflichtet wurde. Die Produktion basiert auf dem preisgekrönten, gleichnamigen Theatermusical aus dem Jahr 2017 und stellt einen 16-jährigen Schüler aus Sheffield in den Mittelpunkt, der davon träumt, eine Karriere als Dragqueen einzuschlagen. Da die Bühnendarsteller aus dem Musical John McCrea und Layton Williams als zu alt für eine Filmversion galten, wurde Harwood in einem 12-monatigen Castingverfahren für den Part des Jamie entdeckt. Obwohl er zu dieser Zeit noch über keinen Agenten verfügte, setzte er sich gegen 3500 Konkurrenten durch. In Vorbereitung auf die Dreharbeiten, bei denen u. a. Richard E. Grant, Sarah Lancashire, Ralph Ineson und Sharon Horgan seine Filmpartner waren, lernte Harwood in allen Arten von High Heels zu laufen und zu tanzen.
Aufgrund der COVID-19-Pandemie verschob sich der Kinostart von Everybody’s Talking About Jamie ins Jahr 2021. Dennoch wurde Harwood vom britischen Branchendienst Screen International zu seinen „Stars of Tomorrow 2020“ gezählt. Für die Dreharbeiten und eine darauffolgende Auszeit unterbrach er sein Studium an der Urdang Academy, plant es aber wiederaufzunehmen. Auch suche er nach seinem Filmdebüt in einem Musical eher nach einer dramatischen Rolle.
Harwood ist offen homosexuell. Aufgrund ihrer Wandlungsfähigkeit zählt er Schauspielerinnen wie Imelda Staunton zu seinen Vorbildern.